# De optimo senatore
De optimo senatore è un libro dell'autore polacco Wawrzyniec Grzymała Goślicki, pubblicato per la prima volta a Venezia in lingua latina, nel 1568. Il trattato ebbe una seconda edizione a Basilea nel 1593, e in seguito fu tradotto in inglese con i titoli di The Counsellor e di The Accomplished Senator, usciti in stampa nel 1598 e nel 1607.
Dedicato al re polacco Sigismondo II Augusto (1520-1572), il libro descrive lo statista ideale come un esperto in scienze umane, economia, politica e diritto. Questo trattato teorico sull'arte di governare postula l'importanza del senato come un corpo intermedio fra le tendenze assolutistiche del monarca ed i tentativi dell'aristocrazia per l'acquisizione di un maggiore potere.
L'opera ebbe un vasto successo fin dalla prima pubblicazione, diventando un classico della letteratura politica e sociale.